# Mörszka krajina
Ne zamenjujte s časopisi: Muravidék (časopis), Murska krajina (časopis) in Murske novine.
Mörszka krajina (Murska krajina) je bil prekmurski tednik, ki je izhajal od leta 1922 do 1927, nato je izhajal samo v madžarskem jeziku z naslovom Muravidék. Njen urednik je bil Števan Kühar iz Markiševcev.
Jeseni leta 1922 je Kühar začel izdajati svoj tednik, ki se je ukvarjal z gospodarsko, s kulturno in politično temo. Naslednje leto je enajsta številka Mörszke krajine dobila podnaslov Muravidék. Tednik so pisali tudi v madžarskem jeziku. Mörszka krajina je s citatom Spolj náčisimi verstvenimi i socijalnimi, pa tüdi kulturnim stališčom kak drüge krajine... Mi politiko moramo meti samo našo domačo i tou je zadovolnost lüdstva Mörske krajine razlagala, da je Prekmurje posebna krajina v Sloveniji.  Bilo je tudi mnenje, da je Mörszka krajina madžarska propaganda, ker so bili članki napisani tudi v madžarščini, kot v listu slovenskih zagovornikv madžarizacije Muraszombat és vidéke.
Kühar je sam pisal članke. List je ostajal zvest ideji o enotnem ogrskem državnem narodu ne glede na jezikovne razlike. V nove slovenske razmere se ni mogel vživeti, niti ne z prizadevanjem Jožefa Klekla.
Maja leta 1927 je list začel urejati Mikloš Nemeš iz Murske Sobote, dejanski urednik pa je bil Alajos Rácz.